# Strateg (Grecja)
Strateg (stgr. στρατηγός strategos, l. mn. στρατηγοί strategoi) – w starożytnej Grecji wysoki rangą dowódca armii lub floty.
W Sparcie stratedzy byli mianowani na czas wojny i mogli w zastępstwie króla objąć stanowisko głównodowodzącego.
W Atenach od czasów Klejstenesa był to stały urząd – rokrocznie eklezja (zgromadzenie ludowe) wybierała 10 strategów, po jednym z każdej fyli; każdy z nich dowodził oddziałem hoplitów wystawianych przez odpowiednią fylę. O urząd można było się ubiegać wielokrotnie.
Do roku 487 p.n.e., gdy zniesiono urząd archonta polemarcha,  stratedzy byli jego pomocnikami, później urząd stratega stał się jednym z ważniejszych.
Początkowo w wypadku wojny wyruszali na nią wszyscy stratedzy, sprawując dowództwo codziennie na zmianę, po wojnach perskich wysyłano nie więcej niż trzech, a czasem tylko jednego. Od tego też czasu pojawiła się funkcja pierwszego stratega i urząd zaczął nabierać znaczenia politycznego. W latach 443-429 p.n.e. nieprzerwanie funkcję tę sprawował Perykles, który praktycznie kierował w tym okresie polityką Aten. Wprowadzona za jego rządów zasada wynagradzania za sprawowanie urzędów i ich obsada drogą losowania nie obejmowała urzędu stratega, dlatego mogły go sprawować jedynie osoby zamożne. 
Od połowy IV wieku nastąpiła zmiana obowiązków stratega: dotychczas każdy dowodził oddziałami wyłącznie ze swojej fyli, a odtąd 5 strategów miało dokładnie określony zakres obowiązków. Pojawił się strateg hoplicki (epi tous hoplitas), który był odpowiedzialny za dowodzenie oddziałami poza granicami kraju. Strateg epi ten choran miał w razie najazdu bronić Attyki, epi tas symmorias odpowiedzialny był za wyznaczanie dowódców okrętów (trierarchów). Dwóch pozostałych pełniło funkcję epi ton Peiraiea – mieli oni zarządzać stoczniami i portem wojennym.
Funkcję strategosa autokratora (o nieograniczonej władzy) sprawował w 407 p.n.e. Alkibiades.
Urząd ten występował także w innych państwach greckich poza Spartą i Atenami (funkcję tę pełnił np. Dionizjos Starszy, tyran Syrakuz), a także w państwach hellenistycznych.